# Antonius Marcellinus (gouverneur)
Pour les articles homonymes, voir Antonius Marcellinus.
 (mai 2016).
Antonius Marcellinus (fl. 313) est un homme politique de l'Empire romain.

## Biographie
Antonius Marcellinus est praeses de la Gaule lyonnaise première en 313.
Il se marie avec Amantia Marina, fille de Crepereius Amantius, vir consularis, et de sa femme Ceionia Marina et petite-fille maternelle de Marcus Ceionius Varus et de sa femme Rufia Procula. Ils ont eu Antonius Marcellinus.